# Минцев, Андрей Александрович
Андрей Александрович Минцев (родился 7 июня 1966 года) — советский и российский шорт-трекист, главный тренер сборной России по шорт-треку в 2002—2011 годах. Мастер спорта СССР международного класса, заслуженный тренер России.

## Биография
Минцев занимался шорт-треком и был членом сборных команд СССР и СНГ по конькобежному спорту и шорт-треку. Семикратный чемпион СССР, в 1992 году числился в заявке Объединённой команды на Олимпиаду в Альбервилле и намеревался завоевать медаль в одной из дисциплин.
6 февраля 1992 года произошло ЧП: Андрею Минцеву перелили кровь биатлониста Сергея Тарасова, а Тарасову — кровь Минцева. По словам Тарасова, российские спортивные врачи пытались провести аутогемотрансфузию, что также некоторые эксперты называют «кровяным допингом», однако перепутали кровь спортсменов. Результат эксперимента оказался настолько катастрофическим, что подобную практику спортивная медицина России прекратила. Обоим стало плохо: Тарасов пережил клиническую смерть, а у Минцева была диагностирована лейкемия. Однако если Тарасову удалось с помощью французских врачей после процедуры гемодеза вылечиться и вернуться к спортивной карьере, то карьера Минцева была закончена.
Минцев лечился от лейкемии в течение двух лет в разных больницах: Ивановской областной клинической больнице, госпитале имени Бурденко и в итальянской клинике. В течение 9 лет он переносил курсы химиотерапии и сумел вылечиться. В 2002 году Минцев возглавил сборную России по шорт-треку, воспитав ряд спортсменов — будущий костяк российской сборной на Олимпиаде в Сочи — а также в должности первого вице-президента Федерации шорт-трека России занялся развитием шорт-трека в стране, увеличив число субъектов со школами шорт-трека с 6 до 24. В 2010 году начал заниматься приглашением южнокорейских тренеров (Джимми Джен, Гван Бук Чой, Ким Джи Хо). Среди приглашённых в сборную России — девушки Ли Ми Ен и Шин Хе Юнг; также в сборную попал и титулованный Ан Хён Су (он же Виктор Ан).
В отставку ушёл в 2011 году, выйдя из состава Исполнительного комитета Союза конькобежцев России из-за конфликта с президентом Союза конькобежцев России Алексеем Кравцовым. С июня 2018 года занимает должность помощника Президента Олимпийского комитета России.